# Yannick Stephan
Yannick Stephan (La Rochelle, 24 febbraio 1939) è un'ex cestista francese.

## Carriera
Con la Francia ha disputato i Campionati mondiali del 1964 e sei edizioni dei Campionati europei (1958, 1962, 1964, 1966, 1968, 1972).